# 橋閒石
橋 閒石（はし かんせき、1903年2月3日 - 1992年11月26日）は、石川県出身の俳人、英文学者。神戸商科大学名誉教授。俳誌「白燕」（びゃくえん）創刊・代表。本名泰来（やすき）。

## 経歴
金沢市十三間町に生まれる。本名の泰来は、石圃または閒遊と号した書家であった祖父・往來（ゆきき）の名からとっており、のちの俳号閒石もこの祖父の号に由来する。金沢二中（現・石川県立金沢錦丘中学校・高等学校）、四高を経て京都帝国大学英文科卒。中学の後半からたびたび病に臥せるようになり、病床で俳書を読んだことから独学で俳句を学ぶ。
1928年、京大卒業し和歌山県立和歌山中学校（現・和歌山県立桐蔭高等学校）教諭に赴任。1931年、新設された兵庫県立神戸高等商業学校（兵庫県立神戸商科大学を経て、現・兵庫県立大学）教授となり神戸に移住。同年、神戸に住む寺崎方堂を知り連句を師事、素風の号で方堂の『蘿月』（のち『正風』）に入会。以後大学での英国随筆文学の研究と平行して俳諧研究と連句の実作に努める。1935年、立机を許され号を閒石、庵号を清可荘とする。1943年、18世無名庵を継承した方堂から四空窓の号を譲り受ける。1944年、授業の少ない戦時下に書き進めた『俳諧史講話』脱稿（1946年刊行）。戦災により須磨の自宅が焼失し、それまでの句稿を失う。
1949年、勤労動員に出ていた川崎重工の学生たちを集め、俳句、連句、随筆の三本立てを旨とする月刊誌「白燕」を創刊、その主宰となり、これを機に方堂の「正風」を離れる。「白燕」の誌名は『冬の日』中の荷兮の付句「白燕濁らぬ水に羽を洗ひ」による。1957年、「白燕」を隔月刊の同人誌に改組し同人代表となる。1968年、神戸商科大学を定年退職（のち名誉教授）し、親和女子大学教授（のち学長）となる。1969年、大谷篤蔵とともに神戸俳文学会を設立。1976年、連句の研究・実作指導のため白燕連句会を開く。1984年『和栲』で第18回蛇笏賞、1988年『橋閒石俳句選集』で第3回詩歌文学館賞受賞。1991年、連句協会より功労賞を受賞。1992年11月26日、心不全により死去。
代表的な句に「蝶になる途中九億九光年」（『卯』）「階段が無くて海鼠の日暮かな」（『和栲』）「銀河系のとある酒場のヒヤシンス」（『微光』）などがある。閒石は泉鏡花や室生犀星、西田幾多郎など、金沢の文学的気風から影響を受けて育ったが、俳句に関しては師や友人を持たず独学で通している。第一句集『雪』は、故郷金沢への郷愁をもつ叙情的な句集であったが、第二句集『朱名』から第四句集『風景』までの時期は社会性俳句、前衛俳句に和して知的・実験的な作風に傾き、『風景』以後晩年の句集では年齢や連句への復帰などから、軽みや囚われない心による俳諧的な作風に進んだ。

## 著書

### 句集
- 雪 白燕発行所 1951
- 朱明 白燕発行所 1954
- 無刻 発行所 1959
- 風景 白燕発行所 1963
- 荒栲 白燕発行所 1971
- 卯  白燕発行所 1978.2
- 和栲 橋閒石句集 湯川書房 1983.2
- 虚  現代俳句協会 1985.4 現代俳句の一〇〇冊
- 橋閒石俳句選集 沖積舎 1987.5
- 微光 沖積舎 1992.8
- 鷺草 橋閒石非懐紙連句集 秋山正明,渋谷道共編 私家版 1995.2
- 橋閒石全句集 白燕俳句会編 沖積舎 2003.11

### 俳書・随筆
- 俳句史講話 関書院 1946
- 俳句史大要 関書院 1952
- 泡沫記 橋閒石随想集 南柯書局 1980.9
- 「奥の細道歌仙」評釈 大林信爾編 沖積舎 1996.7
- 俳諧余談 和田悟朗編 白燕俳句会 2009.3
- 俳句史大要 歴史と評伝と評釈 赤松勝編 沖積舎 2011.6

### 翻訳
- ソロー・アンド・ギッシング 橋泰來編 莊人社 1939.5
- オリヂン オブ スピーシーズ 橋泰来編 川瀬日進堂書店 1943
- 日時計 ハズリット 橋閒石訳 関書院 1952